# Gouvernement Vučić II
Pour les articles homonymes, voir Gouvernement Vučić.
République de Serbie
Vučić I Brnabić I
Le gouvernement Vučić II (en serbe : Друга влада Александра Вучића) est le gouvernement de la république de Serbie du 11 août 2016 au 31 mai 2017, durant la onzième législature de l'Assemblée nationale.

## Historique
Dirigé par le président du gouvernement national-conservateur sortant Aleksandar Vučić, ce gouvernement est constitué et soutenu par une coalition entre le Parti progressiste serbe (SNS), le Parti socialiste de Serbie (SPS), le Parti social-démocrate de Serbie (SDPS), le Mouvement des socialistes (PS) et le Parti des retraités unis de Serbie (PUPS). Ensemble, ils disposent de 160 députés sur 250, soit 64 % des sièges de l'Assemblée nationale.
Il est formé à la suite des élections législatives anticipées du 24 avril 2016.
Il succède donc au gouvernement Vučić I, constitué et soutenu par une coalition identique, à l'exception du PUPS.
Alors que le renouvellement de l'Assemblée nationale était prévu en mars 2018, Vučić annonce le 17 janvier 2016 la tenue d'un scrutin anticipé. Au cours des élections, la coalition électorale menée par le Parti progressiste est largement en tête en voix mais recule à 131 sièges du fait de l'entrée de nombreuses formations au Parlement.
Le 23 mai, le président de la République Tomislav Nikolić invite Aleksandar Vučić à former un gouvernement. Dix semaines plus tard, le 8 août, il annonce sa liste de ministres. Il remporte le vote de confiance à l'Assemblée nationale par 163 voix pour et 62 voix contre le 11 août.

## Composition
- Les nouveaux ministres sont indiqués en gras, ceux ayant changé d'attributions en italique.

| Fonction                                                                                           | Titulaire | Titulaire                              | Parti |
| -------------------------------------------------------------------------------------------------- | --------- | -------------------------------------- | ----- |
| Président du gouvernement                                                                          |           | Aleksandar Vučić (jusqu'au 31/05/2017) | SNS   |
| Président du gouvernement                                                                          |           | Ivica Dačić (intérim)                  | SPS   |
| Premier vice-président du gouvernement Ministre des Affaires étrangères                            |           | Ivica Dačić                            | SPS   |
| Vice-président du gouvernement Ministre de l'Intérieur                                             |           | Nebojša Stefanović                     | SNS   |
| Vice-président du gouvernement Ministre des Travaux publics, des Transports et des Infrastructures |           | Zorana Mihajlović                      | SNS   |
| Vice-président du gouvernement Ministre du Commerce, du Tourisme et des Télécommunications         |           | Rasim Ljajić                           | SDPS  |
| Ministre de la Défense                                                                             |           | Zoran Đorđević                         | SNS   |
| Ministre des Administrations publiques et des Affaires locales                                     |           | Ana Brnabić                            | Sans  |
| Ministre de la Justice                                                                             |           | Nela Kuburović                         | Sans  |
| Ministre de l'Économie                                                                             |           | Goran Knežević                         | SNS   |
| Ministre des Finances                                                                              |           | Dušan Vujović                          | Sans  |
| Ministre de l'Agriculture et de la Protection de l'environnement                                   |           | Branislav Nedimović                    | SNS   |
| Ministre de la Culture et des Médias                                                               |           | Vladan Vukosavljević                   | Sans  |
| Ministre de la Jeunesse et du Sport                                                                |           | Vanja Udovičić                         | SNS   |
| Ministre de l'Éducation, de la Science et du Développement technologique                           |           | Mladen Šarčević                        | Sans  |
| Ministre de la Santé                                                                               |           | Zlatibor Lončar                        | Sans  |
| Ministre des Mines et de l'Énergie                                                                 |           | Aleksandar Antić                       | SPS   |
| Ministre du Travail, de l'Emploi, des Anciens combattants et de la Politique sociale               |           | Aleksandar Vulin                       | PS    |
| Ministre sans portefeuille                                                                         |           | Jadranka Joksimović                    | SNS   |
| Ministre sans portefeuille                                                                         |           | Slavica Đukić Dejanović                | SPS   |
| Ministre sans portefeuille                                                                         |           | Milan Krkobabić                        | PUPS  |